# Edward Telleria
Edward Telleria Nace en Santo Domingo, República Dominicana, el 14 de julio de 1974. Egresado de la Escuela Nacional de Bellas Artes (ahora conocida como la Escuela Nacional de Artes Visuales), en las áreas de escultura, pintura, dibujo, y grabado. Realizó estudios de posgrados en la especialidad de pintura con altas calificaciones.
Su obra, lejos de reflejar melancolía y sentimentalismo procede de su imaginería de pintor caribeño. En cada una de ellas encontramos un atractivo y complejo ejercicio de efectos que se oponen en un mismo plano, unificando fondo y figura resultando la obra como un todo pictórico, donde cada elemento tiene un mismo valor con expresividad espontánea e impulsiva, que cede el paso a la intuición y a criterios propiamente establecidos, en la medida que el espectador va penetrando en su trabajo.

## Historia
En su 7.ª exposición individual "El homenaje al Ego", desarrolla el tema de la negritud como referente estético, étnico y cultural en el arte nacional Dominicano. Las exposiciones estuvieron en la salsa del Museo de las Casas Reales, auspiciada por esta entidad y la Secretaría de Cultura.
El 3 de marzo de 2009 expone algunas de sus obras Rosas en el centro de arte de Brookline Massachusetts. También fue publicado un artículo en su revista de arte Brookline Life el 5 de marzo del 2009. Aquí se exponen varias de las obras en acrílico de Rosas.
El 13 de marzo de 2010 se efectúa la boda entre Edward Telleria y su cónyuge Lindsay Hoag, quien conociese mientras ella era voluntaria de cuerpo de paz en la República Dominicana.
Expone "La pasión del Alma" en la galería de arte Mesa Fine Art en la República Dominicana. Allí se le describe como:
La Pasión del alma de Edward Tellería, es la nueva exposición que inaugura la Galería Mesa Fine Art dentro de su programa de exposiciones del 2010, año en que la ciudad de Santo Domingo es Capital Americana de la Cultura;  y conociendo al pintor podemos afirmar, que a su vez, es la pasión de un hijo del Caribe, de figura delgada y semblante sonriente,  cuya iconografía está compuesta por diferentes géneros que despiertan interés a primera vista.
Su obra, lejos de reflejar melancolía y sentimentalismo procede de su imaginería de pintor caribeño.  En cada una de ellas encontramos un atractivo y complejo ejercicio de efectos que se oponen en un mismo plano, unificando fondo y figura resultando la obra como un todo pictórico, donde cada elemento tiene un mismo valor con expresividad espontánea e impulsiva,  que cede el paso a la intuición y a criterios propiamente establecidos,  en la medida que el espectador va penetrando en su trabajo.

## Trabajos

### Rosas
- Rosas en Acrílico 2011

### Caballos
Durante su entrevista con Leandro Sánchez, de la revista de arte BUREO, Edward describe el por qué le interesan los caballos en sus obras gráficas diciendo:
Los caballos, un sello muy propio, es un estilo que busca reflejar lo agradable, refinado, exótico y sensual, el afán de nuestra sociedad energética, en la cual cada persona tiene una meta y lucha por lograrla.

## Influencias
Edward reconoce a Alberto Ulloa e Iván Tovar, ambos de nacionalidad Dominicana, como sus principales influencias.

## Exposiciones

### Solo
- 2010 Mesa Fine Art, “La pasión del alma” Santo Domingo, D.R.
- 2010 Fashion Week Dominican Republic. San Souci, D.R.
- 2009 Fashion Week Dominican Republic. San Souci, D.R.
- 2008 “Entre Rosas y Bestias,” FUNGLODE, Santo Domingo, R.D.
- 2007 Cortile Gallery, “ Introduction of Edward Telleria to United States” Provincetown, MA, USA
- 2006 Museo de las Casas Reales, “Tribute to the Ego” (En Homenaje al Ego) Santo Domingo, D.R.
- 2004 Museo del Hombre Dominicano, “Taina Experience” (Experiencia Taina), 31 Anniversary, Santo Domingo, D.R.
- 200* 2 College Bar, “Edward Telleria,” Santo Domingo, D.R.
- 2001 Palma Cana, “Edward Telleria,” Santo Domingo, D.R.
- 2000 Dominican School of Artistas Plásticos (CODAP), “Only for Thinkers” (Solo Para Pensadores), Santo Domingo, D.R.
- 1997 Benetton Café, Plaza Central, “Desires” (Deseos), Santo Domingo, D.R. National School of Fine Arts (ENBA), “Reflections of the Soul” (Reflejos del Alma), Santo Domingo, D.R.

### Grupo
- 2007- 2012 Collective Exhibition, Mar – Dec, Cortile Gallery, Provincetown, MA, USA
- 2006 Collective Exhibition, bulevar 27 de Febrero, Santo Domingo, D.R.
- 2005 International Traveling Exposition, Francisco Nader, Latin American Art, Santo Domingo, D.R.
- 2005 Encuentro de Artistas “Foundation Almonte”, Santo Domingo, D.R.
- 2004 “Glances”, Selection of Honor, Santo Domingo, D.R.
- 2004 Joint Line of vision of Contemporary Art “Long Play”, House of UNESCO, Santo Domingo, D.R.
- 2004 Encuentro de Artistas Gallery of Art “Baret”, Santo Domingo, D.R.
- 2004 Collective Director of Dominican the Dominican School of Artists, CODAP, Santo Domingo, D.R.
- 2004 Collective “Tribute to Candido Bidó and Guillo Perez”, Museum of the Dominican Family of Century XIX, House of Toasting, Santo Domingo
- 2004 Encuentro de Artistas Plásticos, Factory of Art Ramon Sandoval, Santo Domingo, D.R.
- 2003 Collective Exhibition “Tribute to Milan Suero and Ramon Oviedo, Dominican School of Artistas Plásticos (CODAP), Santo Domingo, D.R.
- 2003 “The Space between Artistas Plásticos”, Fórum Pedro Mir, Librería Cuesta, Santo Domingo, D.R.
- 2002 “Compositions,” 10 Dominican Artists, CURAZAO
- 2002 Classic Caribbean Art Gallery+Studio, Erosxwek Nanosmek, CURAZAO
- 2002 “Determinant”, Exhibition Parallel, IV Biennial of the Caribbean, (CODAP), Santo Domingo, D.R.
- 2002 “Pinta La Paz” Painting of the Américas, Casa de Teatro, Santo Domingo, D.R.
- 2000 Collective Exhibition, Dominican School of Artistas Plásticos (CODAP), Santo Domingo, D.R.
- 2000 Footprints of Dominican Artistas Palsticos, permanent mural, Ala Justo Susana, Museum of the Dominican Man, Santo Domingo, D.R.
- 2000 Wild African Perception, UNESCO, Santo Domingo, D.R.
- 2000 Foundation Guayasamín, Quito, ECUADOR
- 2000 United Nations; ALAI Afrocimarron, Festival of the Caribbean of Santiago of Cuba, CUBA
- 1999 Festival of Total Art, Jarabacoa, D.R.
- 1998 XXI National Biennial of Visual Arts Santo Domingo, D.R.
- 1998 Creative Workshop for Young Artists “Calle Arte 98” Santo Domingo, D.R.
- 1997 “Collective Exhibition” Dominican School of Artistas Plásticos (CODAP), Santo Domingo, D.R.
- 1990-1996 National School of Fine Arts, end of year exposition (ENBA), Santo Domingo, D.R.